# Daiva
Daiva ist ein litauischer weiblicher Vorname, abgeleitet vom männlichen Namen Dievs. 

## Personen
- Daiva Anužytė, Miss Litauen
- Daiva Batytė (* 1980), Schachspielerin, WFM
- Daiva Brasiūnaitė (*  1977), Politikerin, Vizeministerin
- Daiva Garbaliauskaitė (* 1983), Juristin, Managerin und Energiepolitikerin, Vizeministerin
- Davia Krogmann, geborene Dannenberg (* 1976), deutsche Schauspielerin
- Daiva Kšanienė (* 1943), Musikwissenschaftlerin, Professorin der Klaipėdos universitetas
- Daiva Matonienė (* 1973), Politikerin von Šiauliai
- Daiva Lukaševičiūtė-Binkulienė (* 1968), Notarin und Notarkammer-Vizepräsidentin
- Daiva Petkevičienė (* 1964), Politikerin,  Mitglied im Seimas
- Daiva Petrylaitė (* 1977), Arbeitsrechtlerin, Professorin und Verfassungsrichterin
- Daiva Pranytė-Zalieckienė (* 1965), Richterin am Obersten Gericht Litauens
- Daiva Tamošiūnaitė (* 1966), Moderatorin und Synchronsprecherin
- Daiva Žebelienė (* 1968), Politikerin, Mitglied des Seimas,  Bürgermeister von Šilutė